# Вячеслав Святославич
Вячеслав (Вячко) Святославич (ум. 1167 или 1173, Витебское княжество) — витебский князь, сын Святослава Всеславича и Софии Владимировны.
Внук Всеслава Брячиславича. Происходил из витебской линии Изяславичей Полоцких. По материнской линии внук Владимира Мономаха.

## Биография
В 1129 году Великий князь Киевский совершил поход на Полоцкое княжество, взяв в плен всех полоцких князей и членов их семей, лишив их уделов выслал в Византию.
В 1131/32 году Василько и Вячко вернулись из Византии.
В 1162 году занял Витебский престол. Упоминается вместе с неизвестной по имени женой в «Житие преподобной Евфросинии Полоцкой» около 1167 года, когда вёл свою сестру на паломничество к Святым местам. При этом Ефросинья постригла двух его дочерей и своих племянниц — Киринию (в монашестве Агафья) и Ольгу (в монашестве Ефимия).
Последнее упоминание о нём в том же 1167 году, когда вместе с Минским князем Володарем Глебовичем помог новгородцам послать в Киев весть о нападении на них войск смоленских, суздальских и полоцких князей.

## В историографии
Баумгартен, Н. А. ошибочно считал Вячко, упомянутого в «Житие преподобной Евфросинии Полоцкой», сыном кукейносского князя Ростислава Всеславича. Васильевский Т. отождествил его с Вячко князем Кукейносским, однако историк Алексеев Л. В. отметил что Вячко Кукейносский умер в 1224 году и поэтому ни как не мог быть братом Ефросиньи.